# Cayo Alacranes
Cayo Alacranes es el nombre de una isla que pertenece al país caribeño de Cuba y que se localiza en las coordenadas geográficas  22°54′N 83°27′O / 22.900, -83.450 al oeste de las bahía de las Mulatas, Cayo Catalanes y Cayo Ratón, al sur de Cayo Casiguas y Cayo Médano de Casiguas, y al este del Estero Reduan y Cayo Levisa. Administrativamente pertenece al provincia cubana de Pinar del Río.